# Jaan Rannap
Jaan Rannap (Halliste, 1931. szeptember 3. – 2023. november 1.) észt gyermek- és ifjúsági író.

## Pályafutása
1956-ban végzett a Tallinni Pedagógiai Főiskola matematika–fizika szakán. 1955 és 1977 közt a Pioneer magazin szerkesztője volt, 1977-től nyugdíjazásáig a Täheke gyermekmagazin szerkesztőségi osztályán tevékenykedett. Gyermek- és ifjúsági könyveire a természetközelség, az állatvilág leírása jellemző. Munkái Észtország-szerte népszerűek az ifjúság körében. 
1972-ben munkásságáért a Juhan Smuul-díjat, ugyanebben az Észt SZSZK Állami Díját, 1988-ban az Észt SZSZK tiszteletbeli írója címet kapta.
Magyarul egyetlen regénye jelent meg Az utolsó fehértollú címmel 1977-ben a Delfin könyvek sorozatban (utánközlés szintén e sorozatban: 1987).

## Művei
- Roheline pall (1962)
- Salu Juhan ja ta sõbrad (1964)
- Viimane valgesulg (1967)
- Musta lamba matused (1968)
- Topi (1970)
- Nüüd on kõik vastupidi (1970)
- Jefreitor Jõmm (1971)
- Nublu (1972)
- Agu Sihvka annab aru (1973)
- Toppi (1973)
- Seitseteist tundi plahvatuseni (1975)
- Lõvi läks kõndima (1976)
- Maja metsa ääres (1976)
- Alfa + Romeo (1978)
- Kukepoks (1979)
- Koolilood (1981)
- Klaabu (1983)
- Maari suvi (1983)
- Loomalood (1984)
- Toonekurg Tooni (1986)
- Põder, kes käis varvastel (1987)
- Kasulaps (1989)
- Tuukerkoer Torru (1993)
- Röövel Rinaldo (1995)
- Kõverkäpp (1997)
- Tupsik (1998)
- Jänesepoja mängutoos (1999)
- Leto Maari (2002)
- Nelja nimega koer (2004)
- Jänesepoeg Juss ja karupoeg Kusti (2005)
- Aptsihh! Aptsihh! Aptsihh! (2006)

### Magyarul
- Az utolsó fehértollú. Regény; ford. Fehérvári Győző; Móra–Kárpáti, Bp.–Uzsgorod, 1977 (Delfin könyvek)

## Fordítás
- Ez a szócikk részben vagy egészben  a   Jaan Rannap című német Wikipédia-szócikk ezen változatának fordításán alapul.  Az eredeti cikk szerkesztőit annak laptörténete sorolja fel. Ez a jelzés csupán a megfogalmazás eredetét és a szerzői jogokat jelzi, nem szolgál a cikkben szereplő információk forrásmegjelöléseként.